# 기타히노데역
기타히노데역(일본어: 北日ノ出駅)은 일본 홋카이도 아사히카와시에 위치한 홋카이도 여객철도 세키호쿠 본선의 철도역이다. 역 번호는 A33이며, 단선 승강장 1면 1선의 구조를 갖춘 지상역이다.

## 역 주변
- 아사히야마 동물원 - 도보로 약 25분.

## 역사
- 1960년 5월 2일 : 일본국유철도의 기타히노데 가승강장으로서 개업. 여객 취급만.
- 1987년 4월 1일 : 일본국유철도 분할 민영화에 의해, 홋카이도 여객철도가 승계.
- 1990년 3월 10일 : 영업 거리 설정.
- 2021년 3월 13일：이용자 감소에 따라 폐지.

## 인접 역
| 세키호쿠 본선                          | 세키호쿠 본선   | 세키호쿠 본선                |
| -------------------------------------- | --------------- | ---------------------------- |
| 히가시아사히카와 A32 신아사히카와 방면 | ■ 세키호쿠 본선 | 사쿠라오카 A34 아바시리 방면 |